# Diaphananthe curvata
Espèce
Synonymes
- Aerangis filipes (Schltr.) Schltr.[2]
- Angraecopsis curvata (Rolfe) R.Rice[2]
- Angraecum curvatum (Rolfe) Schltr.[2]
- Angraecum filipes Schltr.[2]
- Angraecum minutum A.Chev.[2]
- Diaphananthe curvata (Rolfe) Summerh.[2]
- Mystacidium curvatum Rolfe[2]

Diaphananthe curvata (Rolfe) Summerh. est une espèce de plantes d'Afrique tropicale de la famille des Orchidées et du genre Diaphananthe.

## Distribution
La sous-espèce Diaphananthe curvata (Rolfe) Summerh. subsp. papyrifolia Stévart a été découverte au Cameroun, dans la réserve du Dja, mais aussi au Gabon et en Guinée équatoriale (Région continentale).

## Description
Plante épiphyte (des plantes qui poussent en se servant d'autres plantes comme support. Il ne s'agit pas de plantes parasites, car elles ne prélèvent pas de nourriture de leur hôte) à hauteur d’homme sur le tronc en forêt dense humide, saxicole ou marécageuse. Les feuilles sont nettement fines à nervure centrale proéminente et les fleurs sont verdâtres à jaunâtres.
Elle est également retrouvée dans d’anciennes forêts secondaires de basse altitude dans le manteau arbustif des inselbergs à 2 ou 3 m de hauteur. Leur distribution altitudinale est comprise de 350 à 750 m.